# Bernardo di Lussemburgo
Bernardo di Lussemburgo (Strassen, ... – Colonia, 5 ottobre 1535) è stato un teologo tedesco dell'Ordine dei Domenicani.
Fu inquisitore dell'Arcidiocesi di Colonia, Magonza e Treviri. Scrisse un Catalogus haereticorum omnium, coevo all'Index haereticorum di Roberto Bellarmino.

## Biografia
Bernardo da Lussemburgo studiò a Colonia, dove entrò nell'Ordine dei Predicatori. Nel 1499 ricevette il baccalaureato all'Università di Lovanio. Nel 1506 fu nominato Maestro degli Studenti a Colonia, e, nel 1507, Reggente degli Studi a Lovanio. Nel 1516 fu fellow del collegio dei dottori a Colonia e poi per due volte priore.
La Catholic Encyclopedia lo descrive come "alquanto privo di giudizio critico" e come "un difensore sicuro e indefesso della fede contro gli eretici del suo tempo".

## Opere
- Catalogus haereticorum omnium,  (Erfurt, 1522; Cologne, 1523; Parigi 1524)
- Concilium generale malignantium, (1528)
- De ordinibus militaribus, (Colonia, 1527).[1]